# میشل نوواک
میشل نوواک (فرانسوی: Michel Nowak‎؛ زادهٔ ۱ ژانویهٔ ۱۹۶۲) جودوکار اهل فرانسه است.